# Мазаньелло
Томазо Аньелло (итал. Tommaso Aniello d'Amalfi), более известный под сокращённым именем Мазаньелло (Masaniello; 29 июня 1620 — 16 июля 1647), — рыбак, в 1647 году возглавивший народное восстание в Неаполе.

## Восстание
Неаполитанское население изнемогало под бременем налогов и вымогательств со стороны испанского правительства. Притеснения приняли особенно невыносимый характер, когда вице-королём стал Родриго Понсе де Леон, герцог Аркос. 7 июля вспыхнуло восстание. На базарной площади торговцы фруктами отказались платить наложенную на них пошлину. Масса народа, толпившаяся на улицах по случаю праздника, приняла участие в споре.
Мазаньелло — молодой рыбак, торговавший фруктами, — убил одного из чиновников. Пример его нашёл подражателей. Толпа с криками «долой пошлину» направилась к таможням, разрушила их и опустошила, затем открыла тюрьмы и навела ужас на вице-короля, поспешно бежавшего из города. Вечером народ, собравшись на площади, провозгласил начальником города Мазаньелло, который немедленно издал указ, гласивший, что «всякий, кто не поступит в течение суток в ряды восставших, будет казнён».
Каждый день Мазаньелло в костюме рыбака восседал под балдахином на площади, творя суд — его приговоры немедленно приводились в исполнение. Между тем три сотни бандитов напали на приверженцев Мазаньелло, желая разграбить город; Мазаньелло отразил их нападение, храбро сражаясь впереди своих товарищей, и этим окончательно привлёк к себе сердца всех и стал идолом толпы.
Чуждый всякого честолюбия и лукавства, Мазаньелло в политическом отношении являлся совершенно неопытным человеком, которого очень легко было обойти. Это удалось кардиналу Филомарино и легисту Дженовино. Они убедили Мазаньелло согласиться на капитуляцию на следующих условиях: народ получает равные с дворянством политические права и сохраняет оружие до подтверждения договора испанским королём; налоги, установленные после короля Карла V, отменяются; восставшим даруется амнистия. В сопровождении громадной толпы Мазаньелло отправился в собор, где вице-король поклялся свято соблюдать договор. После присяги Мазаньелло заявил, что его миссия окончена, разодрал свои роскошные одежды и пешком отправился в свою убогую хижину.
С этого дня у Мазаньелло проявились признаки безумия. Народ, однако, продолжал слепо повиноваться Мазаньелло и исполнять самые его дикие приказания. При таком положении дел для вице-короля нетрудно было восстановить против него толпу: 16 июля Мазаньелло убили, его голову посадили на пику, а тело бросили в грязь. На другой день народ раскаялся, отыскал труп своего бывшего вождя и устроил ему торжественные похороны: его тело в сопровождении 550 священников и 80-тысячной толпы народа было перевезено в церковь, где его похоронили. Герцог Аркос блестящими обещаниями убедил народ сложить оружие, а затем велел бомбардировать город и предал его грабежу.
История мятежа Мазаньелло получила широкую известность в России пушкинского времени благодаря успеху оперы «Немая из Портичи». Е. А. Баратынский писал:
Неаполь возмутил рыбарь,

И, власть прияв, как мудрый царь,

Двенадцать дней он градом правил;

Но что же? — непривычный ум,

Устав от венценосных дум,

Его в тринадцатый оставил!